# Thomas David Nicholls

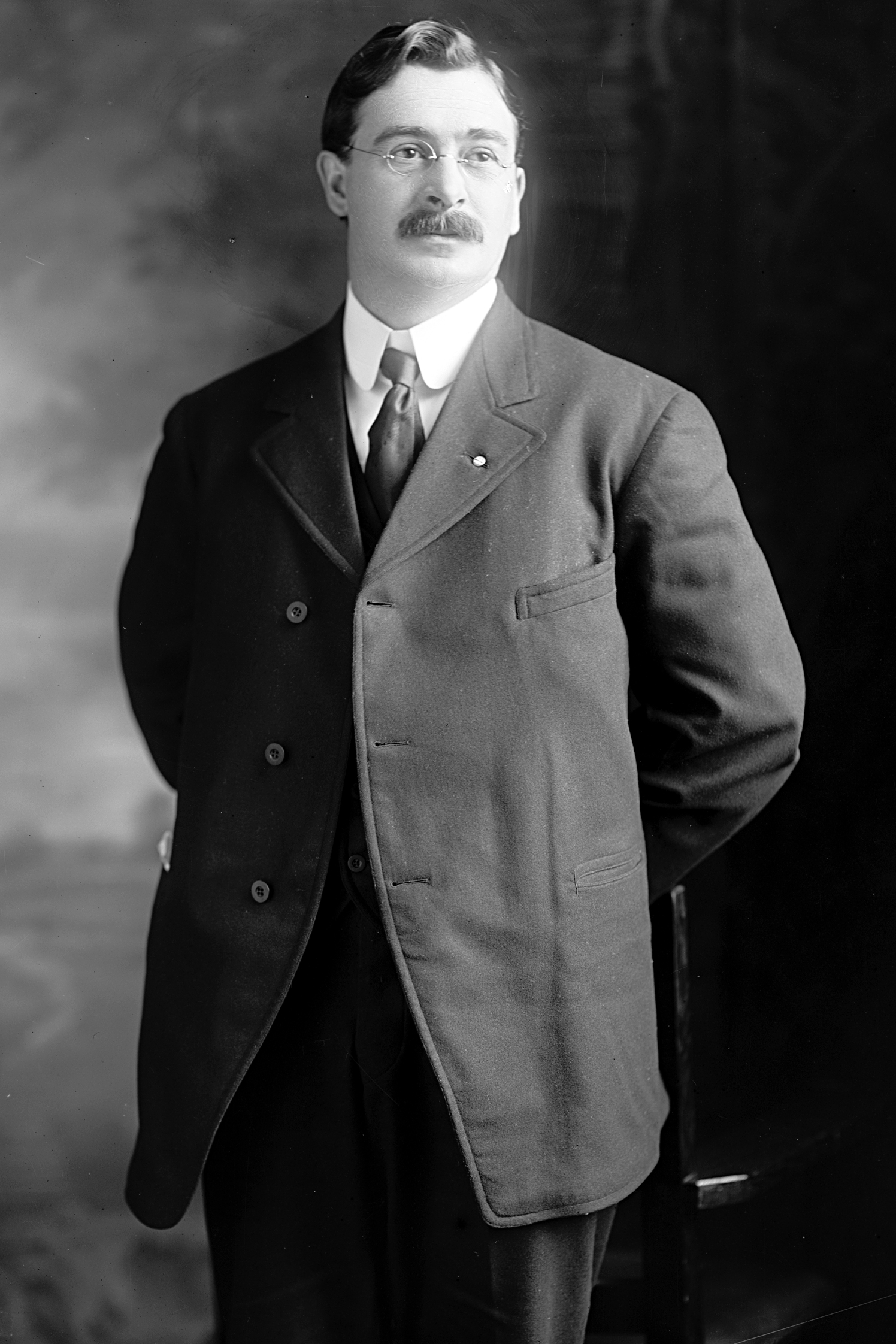
Thomas David Nicholls

Thomas David Nicholls (* 16. September 1870 in Wilkes-Barre, Pennsylvania; † 19. Januar 1931 in Princess Anne, Maryland) war ein US-amerikanischer Politiker. Zwischen 1907 und 1911 vertrat er den Bundesstaat Pennsylvania im US-Repräsentantenhaus.

## Werdegang
Noch während seiner Kindheit kam Thomas Nicholls mit seinen Eltern nach Nanticoke, wo er die öffentlichen Schulen besuchte. Bereits als Junge arbeitete er in den Minen seiner Heimat. Später absolvierte er verschiedene Bergbauingenieursschulen. Danach wurde er Bergwerksaufseher (Superintendent of Mines). Zwischen 1899 und 1909 war er Bezirksleiter der Gewerkschaft United Mine Workers of America. Diesen Posten legte er aus gesundheitlichen Gründen nieder. Stattdessen schlug er dann eine politische Laufbahn ein.
Bei den Kongresswahlen des Jahres 1906 wurde Nicholls als unabhängiger Demokrat im zehnten Wahlbezirk von Pennsylvania in das US-Repräsentantenhaus in Washington, D.C. gewählt, wo er am 4. März 1907 die Nachfolge des Republikaners Thomas Henry Dale antrat. Nach einer Wiederwahl konnte er bis zum 3. März 1911 zwei Legislaturperioden im Kongress absolvieren. Im Jahr 1910 verzichtete er auf eine weitere Kandidatur.
Nach dem Ende seiner Zeit im US-Repräsentantenhaus zog Thomas Nicholls in die Nähe von Princess Anne in Maryland, wo er eine Geflügelfarm betrieb. Dort ist er am 19. Januar 1931 auch verstorben. 